# Postleitzahl (Kasachstan)
Die Postleitzahlen in Kasachstan bestehen aus einem siebenstelligen Code, der sich aus Buchstaben und Zahlen zusammensetzt. Eingeführt wurde das Postleitzahlsystem 2015.

## Postleitzahlen

### Aufbau
Die neuen kasachischen Postleitzahlen gliedern sich in drei Teile:
- ein Buchstabe, der die Verwaltungseinheit angibt
- eine zweistellige Nummer, die die Stadt oder den Stadtbezirk angibt
- eine vierstellige Kombination aus Buchstaben und Zahlen, die das Haus und die Straße kennzeichnen

Beispiele:
A01 P3K4
A: Stadt Almaty - 01: Stadtbezirk Alatau - P3K4: Straße Ischimskaja, Haus 3/18
X41 D8M0
X: Gebiet Türkistan - 41: Stadt Türkistan - D8M0: Straße Eski Ikan, Haus 14

### Liste
| Verwaltungseinheit | Postleitzahlen  | Postleitzahlen  |
| Verwaltungseinheit | alt (2004–2015) | neu (seit 2015) |
| ------------------ | --------------- | --------------- |
| Almaty             | 04xxxx          | Byy zzzz        |
| Aqmola             | 02xxxx          | Cyy zzzz        |
| Aqtöbe             | 03xxxx          | Dyy zzzz        |
| Atyrau             | 06xxxx          | Eyy zzzz        |
| Mangghystau        | 13xxxx          | Ryy zzzz        |
| Nordkasachstan     | 15xxxx          | Tyy zzzz        |
| Ostkasachstan      | 07xxxx          | Fyy zzzz        |
| Pawlodar           | 14xxxx          | Syy zzzz        |
| Qaraghandy         | 10xxxx          | Myy zzzz        |
| Qostanai           | 11xxxx          | Pyy zzzz        |
| Qysylorda          | 12xxxx          | Nyy zzzz        |
| Schambyl           | 08xxxx          | Hyy zzzz        |
| Türkistan          | 16xxxx          | Xyy zzzz        |
| Westkasachstan     | 09xxxx          | Lyy zzzz        |
| Stadt Almaty       | 05xxxx          | Ayy zzzz        |
| Stadt Astana       | 01xxxx          | Zyy zzzz        |